# 岐阜县旗
岐阜县旗（日语：／ Gifu ken ki）
岐阜县旗是日本的47面都道府县旗之一。该条目是对岐阜县旗以及岐阜县徽章（日语：／）俗称岐阜县章（日语：／）

## 概要
县章于1932年8月10日第424号县告示上通过决议并正式确立。县章设计在公共区域的著作权法规定决议已经于1983年1月1日通过。县章是“岐阜”中“岐”的略体，周围是圆形框。
县旗在条例上，并没有做出特殊的规定，开始使用的日期也不明确，县旗上，习惯用绿色在中央盖上县章来使用。

## 徽记

岐阜县徽记（1991年制定）

于1991年11月22日的第695号县告示上决议通过并确立。它是字母“G”的图案化，由点向线、由线向面一步步往外扩张，表现出岐阜县不断前进的强大力量。
县章和徽记一起使用的机会比较少，东京都和鹿儿岛县尚未制定不同于县章的徽记。
现在在使用徽记的地方，主要是县境的表示以及大多数的国道县道的标记下方会印有徽记与“岐阜县”的文字。